# Феліксов Дмитро Сергійович
Феліксов Дмитро Сергійович (нар. 30 вересня 1978 року в Києві, Україна) — український підприємець, засновник компанії VIRUS Music, музичного порталу TopDJ, квиткового оператора Concert.ua, концертного майданчика Origin Stage, медіа Слух, журналу DJAM та мережі книгарень Readeat.
Як директор VIRUS Music Феліксов організовує фестивалі електронної музики Global Gathering, Godskitchen, Sensation, Armin Only, A State of Trance, Tiesto Club Life, Піратська станція, I AM TECHNO тощо.

## Освіта і початок кар'єри
Народився 30 вересня 1978 року в Києві у родині Феліксових. У 1985-1993 — навчається в 9-й середній школі Києва, в 1993-1995 — у 271-й школі. Після школи вступає до КНУ, 1999 року отримує диплом бакалавра економіки за спеціальністю «Фінанси та Кредит», а 2002 року — диплом магістра права за спеціальністю «Міжнародна економіка». Під час навчання починає працювати спеціалістом з кредитів у Енергобанку (1998-2002).
Закінчив Інститут Аспена за напрямом «Бізнес та суспільство» і отримав ступінь MBA в Міжнародному інституті бізнесу (2017).

## Кар'єра

### VIRUS Music
Бізнес-кар’єру Феліксов почав 1999 року, коли з другом діджеєм Євгеном Лисенком організовує компанію VIRUS Music (тоді VIRUS Production). Спочатку компанія випускає діджейські компіляції на касетах і дисках. Фактично VIRUS Music популяризує танцювальну музику.
2004 року VIRUS Music запускає музичний портал TopDJ із голосуванням про найкращих українських діджеїв. Рейтинг TopDJ очолювали Dj Sender, Omnia, Spartaque та інші. Портал вивів електронну музику України з андеграунду.
З 2005 року компанія VIRUS Music за франшизою від Angel Festivals Limited починає проводити у Києві фестиваль Godskitchen.
2009 року, коли хедлайнером виступає Армін ван Бюрен, на фестиваль у Міжнародному виставковому центрі приходить 16 000 людей. Тоді ж український Godskitchen потрапляє до Книги рекордів України — за «Найбільшу кількість відвідувачів на концерті у закритому приміщенні».
З 2006 до 2011 року виходить заснований Феліксовим журнал DJAM — щомісячне видання про клубну індустрію та електронну музику України. 
З 2007 року VIRUS Music сім років поспіль проводить у Києві Global Gathering. З 2014 року, через початок російсько-української війни, Global Gathering в Україні не проводиться.
2011 та 2012 року за промоцією VIRUS Music в Україні проходить фестиваль Sensation.

### Concert.ua
2012 року Феліксов із партнерами запускає сервіс Concert.ua, що серед іншого продає квитки на концерти Monatik, Imagine Dragons, «Океан Ельзи», Depeche Mode.
2017 року Concert.ua стає офіційним реалізатором квитків на Євробачення в Києві. Після конкурсу компанія отримує подяку від прем'єр-міністра України Володимира Гройсмана.
2018 року Concert.ua викуповує київський концертний майданчик BelʼEtage, який згодом перетворюється на Origin Stage. Того ж 2018 року Concert.ua запускає медіа «Слух», яке тоді очолює Максим Сердюк.
Від початку повномасштабного вторгнення 2022 року Concert.ua під керівництвом Феліксова збирає гроші на морські дрони для ГУР, передає понад 2 млн грн до фонду «Повернись живим», долучається до збору коштів на відновлення дитячої клініки «Охматдит». Навесні 2025 року Головне управління розвідки нагороджує Concert.ua окремою відзнакою.

### Readeat
У вересні 2023 року Феліксов відкриває книгарню Readeat у Києві на вул. Антоновича, 50. У перший вікенд після відкриття в Readeat купують книжок на 1,6 млн грн.
Уже в березні 2024 року в Києві відкривається друга книгарня Readeat на вул. Березневій, 12 (ЖК «Комфорт Таун»). Це книгарня домашнього типу для мешканців ЖК та їхніх гостей.
2024 року книгарні Readeat проводять збір книжок для Маріупольського міського ліцею, який виїхав з окупації до Пущі-Водиці. Цього ж року в книгарнях Readeat збирають книжки для ліцею № 3 прифронтового міста Апостолове на Дніпропетровщині, а також Софіївського ліцею на Миколаївщині.
2024 року мережа Readeat доєднується до проєкту «Книга на фронт» — для збору книжок українським військовим.
У січні 2025 року, на сайті Readeat.com стартує проєкт «Мої книжкомрії», що позиціонується як сервіс бажанок і добрих книжкових справ. Тоді ж, у січні 2025 року, Readeat та фонд SavED разом запускають благодійну ініціативу «Шкільні книжкомрії» для шкільних бібліотек Чернігова, які постраждали під час війни.
2025 року в книгарні Readeat відбувається презентація книжки Ігоря Панасова «Океан Ельзи. 30 років у фотографіях та спогадах» за участі музикантів гурту «Океан Ельзи».

## Особисте життя

### Родина
- Батько: Феліксов Сергій Іванович, 1954 р.н., мати: Феліксова (нар. Корнієнко) Надія Василівна, 1955 р.н.
- Дружина: Феліксова (нар. Ільченко) Оксана Сергіївна — одружені з 2002 року, виховують трьох дітей.
- Сестра: Зандвеґ Інга Сергіївна.
- Дідусь: відомий український вчений Корнієнко Василь Петрович (1923-1994).

### Захоплення
Дмитро Феліксов захоплюється нумізматикою, має велику колекцію українських монет.
Займається сноубордингом і вейкбордингом, грає у великий теніс.
Улюблені музиканти: Армін ван Бюрен, The Weeknd, Тедді Свімз, Святослав Вакарчук.
Любить читати, надає перевагу нонфік-виданням.

## Соціальні мережі
- Сторінка Дмитра Феліксова на Facebook
- Сторінка Дмитра Феліксова в Instagram